# 喬爾內火山
喬爾內火山（羅馬化：Chorny Volcano）是俄羅斯的火山，位於堪察加半島中部，屬於中部山脈的一部分，海拔高度1,778米，最近一次火山噴發估計在全新世發生。